# Scleromastax
Scleromastax is een geslacht van rechtvleugeligen uit de familie Euschmidtiidae. De wetenschappelijke naam van dit geslacht is voor het eerst geldig gepubliceerd in 1971 door Descamps.

## Soorten
Het geslacht Scleromastax omvat de volgende soorten:
- Scleromastax brachypygia Descamps, 1974
- Scleromastax luteifrons Descamps, 1971
- Scleromastax ovatipennis Descamps, 1974
- Scleromastax viridipes Descamps, 1971